# Дійор Турапов
Дійор Турапов (узб. Diyor Turopov; нар. 9 липня 1994 року; Алмалик, Узбекистан) — узбекистанський футболіст, півзахисник «Локомотива» (Ташкент) і національної збірної Узбекистану.

## Клубна кар'єра
Є вихованцем «Алмалика». До 2013 року грав у молодіжній команді. На початку 2013 року став гравцем основної команди. Загалом за рідну команду зіграв у 76 матчах і забив 10 голів.
2017 року перейшов у «Локомотив» (Ташкент), з яким виграв ряд національних трофеїв.

## Виступи за збірну
У 2013 році брав участь разом з молодіжною збірною Узбекистану на у молодіжному чемпіонату світу 2013 року в Туреччині, де зіграв 5 матчів і забив гол у грі проти Нової Зеландії. 
У 2014 році був викликаний в національну збірну Узбекистану, і зіграв один матч 29 травня проти збірної Омана.

## Досягнення
- Чемпіон Узбекистану: 2017, 2018
- Володар Кубка Узбекистану: 2017
- Володар Суперкубка Узбекистану: 2019